# Хай Хай Пъфи Ами Юми
„Хай Хай Пъфи Ами Юми“ (на английски: Hi Hi Puffy AmiYumi) е американски анимационен сериал със силно влияние от аниме жанра. По идея на Сам Реджистър, сериалът се разказва за измислените приключения на истинската японска поп рок група – Пъфи Ами Юми. Всичките три сезона се излъчват по Cartoon Network от 2004 до 2006 г.

## Актьорски състав

### Главен състав
- Джанис Кауайе – Ами
- Грей Делайл – Юми
- Киони Йънг – Каз

### Други гласове
- Кейти Лий
- Санди Фокс
- Роб Полсън
- Фил Ламар
- Уил Райън

## „Хай Хай Пъфи Ами Юми“ в България
В България сериалът се излъчва по Diema Family през 2009 г. В дублажа участва Юлия Станчева.

## Външни предпратки
- „Хай Хай Пъфи Ами Юми“ в  Internet Movie Database